# Neasura pellucida
Neasura pellucida là một loài bướm đêm thuộc phân họ Arctiinae, họ Erebidae.